# Cance (Sélune)
Pour les articles homonymes, voir Cance.
La Cance est une rivière française, affluent de la Sélune, coulant dans le département de la Manche.

## Géographie

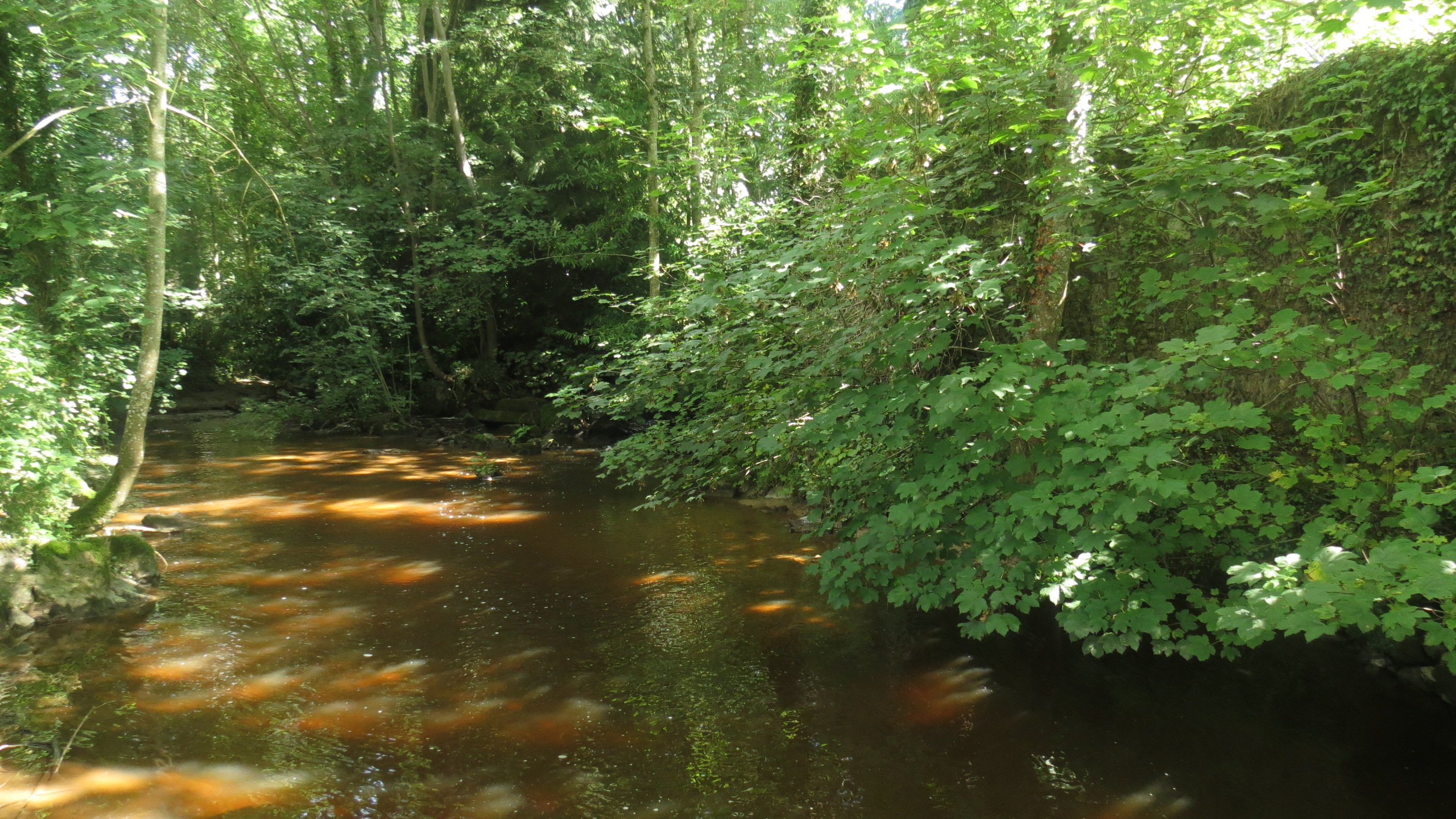
La Cance, près du lavoir de l'abbaye Blanche.

La Cance prend sa source sous le nom de ruisseau des Vieux Gués sur le territoire de la commune de Ger et prend la direction de l'est. Elle réoriente son cours vers le sud au Neufbourg avant de longer Mortain où elle forme la Grande Cascade et se joint aux eaux de la Sélune entre Bion et Notre-Dame-du-Touchet, après un parcours de 19,3 km dans le Mortainais.

## Bassin et affluents

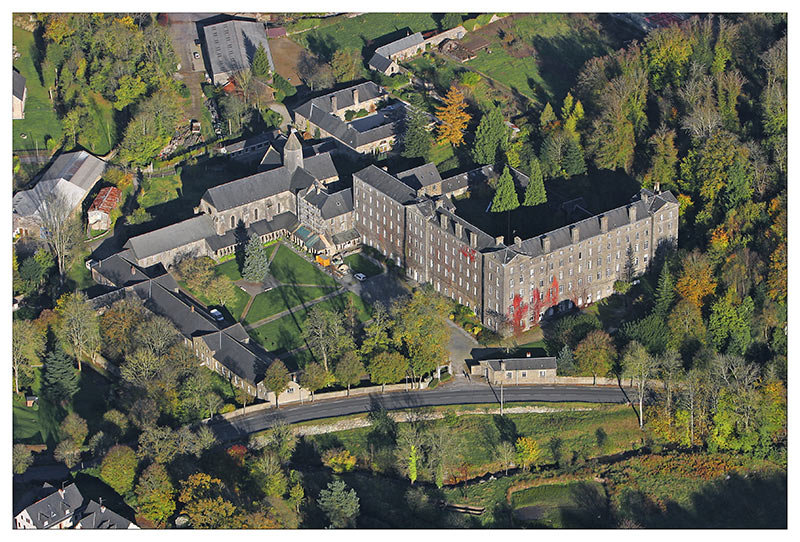
L'abbaye Blanche de Mortain à l'est de la Cance, en bas sur la photo aérienne.

## Communes traversées
- Mortain